# Warbstow
 (septembre 2023).
Warbstow est une paroisse civile et un village des Cornouailles, en Angleterre.